# Michaił Wołkoński
Michaił Wołkoński (ros.) Михаил Никитич Волконский (ur. 9 października 1713, zm. 8 grudnia 1788) – książę, wojskowy i dyplomata rosyjski. W latach 1769–1771 poseł nadzwyczajny i minister pełnomocny Katarzyny II w Rzeczypospolitej.

## Życiorys
W 1732 wstąpił do korpusu kadetów. Wziął udział w wojnie rosyjsko-tureckiej (1735–1739) i wojnie siedmioletniej (1756–1763). W 1761 mianowany generał-lejtnantem armii rosyjskiej, dowodził oddziałami rozlokowanymi w Poznaniu, krwawo stłumił wystąpienia wielkopolskiej szlachty przeciwko rosyjskiej okupacji. Mianowany generałem en-chef, dowodził
w 1764 korpusem rosyjskim, który osłaniał przeprowadzanie przez Familię Czartoryskich zamachu stanu w Rzeczypospolitej, który wyniósł do tronu Stanisława Augusta Poniatowskiego. 22 maja 1769 został rosyjskim posłem w Warszawie. Po zakończeniu misji w Polsce został 5 listopada 1771 generał-gubernatorem Moskwy.
W 1757 odznaczony Orderem Orła Białego.